# Pawlikowice (Basse-Silésie)
Pour les articles homonymes, voir Pawlikowice.
Pawlikowice est une localité polonaise de la gmina de Chojnów, située dans le powiat de Legnica en voïvodie de Basse-Silésie.